# Coloni Motorsport
Coloni Motorsport también conocida de su denominación en la GP2 como Scuderia Coloni es una escudería italiana fundada en 1982 por Enzo Coloni en Tuoro sul Trasimeno. El equipo participó en Fórmula 3 entre 1983 y 1986, antes de correr en la Fórmula 1 como Enzo Coloni Racing Car Systems entre 1987 y 1991. Entre 2006 y 2009 el equipo compitió bajo el nombre de Fisichella Motor Sport International. Bajo el patrocinio del expiloto de Fórmula 1 Giancarlo Fisichella y luego como "Scuderia Coloni" hasta 2012.

## Fórmula 3 y Fórmula 3000
Coloni Motorsport corrió en el Campeonato de Italia de Fórmula 3, siendo campeón en 1983, 1984 y 1986 y subcampeón en 1985 y en el Campeonato Europeo FIA Fórmula 3 hasta el año 1996. En 1986 se fue a la Fórmula 3000 donde el mejor del equipo, el italiano Gabriele Tarquini terminó en 7ª posición. Han competido en el equipo pilotos como Giorgio Pantano y Zsolt Baumgartner. 

## GP2 Series
El equipo después de la desaparición de la Fórmula 3000, marchó a la GP2 Series con los pilotos Gianmaria Bruni y Mathias Lauda, pilotos que compitieron la temporada anterior con Minardi en la Fórmula 1.

### Fisichella Motor Sport International

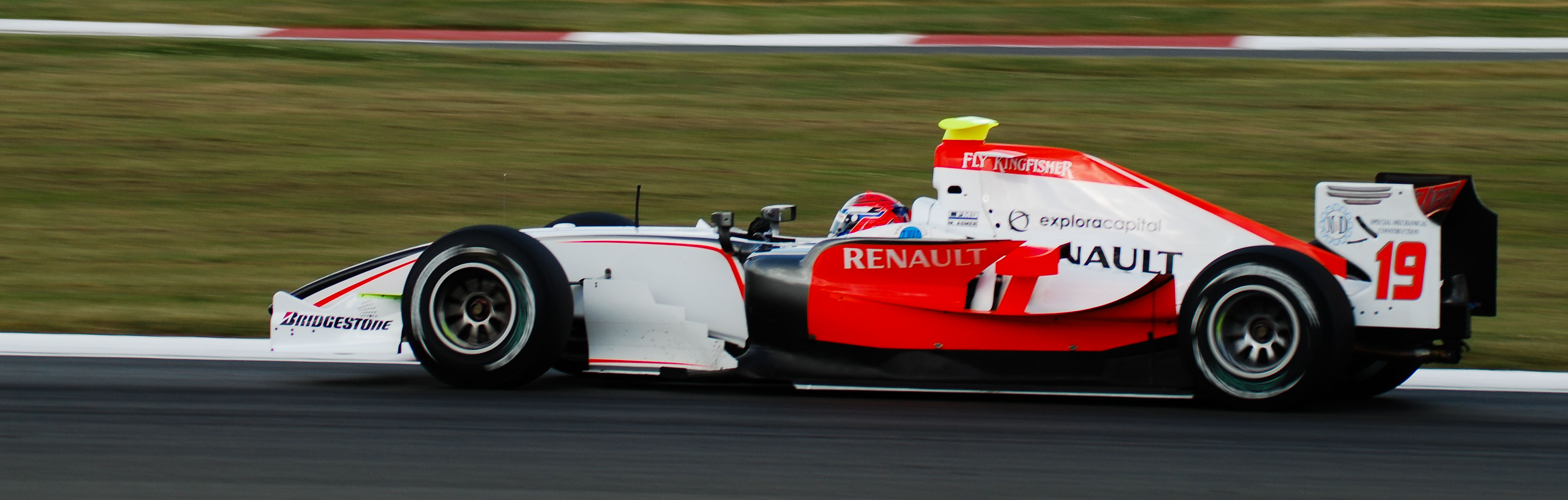
Roldán Rodríguez en el Gran Premio de Gran Bretaña de 2008.

Al final de la temporada 2005 Giancarlo Fisichella se unió a la escudería Coloni.
Fisichella Motor Sport tuvo un equipo, corriendo para Coloni, en la temporada 2005 de la Fórmula 3000 Italiana, Luca Filippi ganó el campeonato y ascendió al equipo de GP2 en la temporada 2006. En esa temporada participan con los pilotos italianos Luca Filippi y Giorgio Pantano y el turco Jason Tahinci con el patrocinio de Petrol Ofisi obteniendo un total de tres victorias para el equipo por Giorgio Pantano lo que los dejó en el quinto lugar del campeonato.
Para la temporada 2007 contaron con los pilotos Jason Tahinci y Antônio Pizzonia al que sustituyeron por su bajo rendimiento por Adam Carroll, el cual consiguió dos victorias y unas excelentes actuaciones.
Para la temporada 2008 contratan a dos pilotos españoles , Adrián Vallés y Andy Soucek que es substituido antes de empezar la temporada por Roldán Rodríguez esa temporada el equipo llevaría los colores de la escudería Force India.

### Party Poker Racing.com
Después de la sexta ronda de la temporada 2009, la escudería Coloni compra las acciones de Fisichella mientras que entra un nuevo patrocinador Party Poker.com. Este cambio también se aplicó en su equipo de la Fórmula BMW Europa.

### Scuderia Coloni
Para la temporada 2010 el equipo compite bajo el nombre de Scudería Coloni. En 2011 terminan séptimos en el campeonato, con los puntos que consiguió Luca Filippi en un gran final de temporada consiguiendo 3 victorias.
A mediados de la  temporada 2012 durante la carrera de Silverstone, los organizadores del campeonato y el equipo anunciaron que la Scuderia Coloni dejaría la serie a finales de aquella temporada y que la Scuderia perdería todos los puntos conseguidos de la temporada, debido a estar fabricando sus propias piezas aerodinámicas para sus coches en lugar de comprárselas a Dallara como era obligatorio.

## Superleague Formula
En el año 2008 Coloni Motorsport fue el constructor del equipo A.S. Roma en la Superleague Formula.

## Resultados

### GP2 Series
(Clave) (negrita indica pole position) (cursiva indica vuelta rápida puntuable)

| Año  | Chasis                                 | Neu. | N.º | Pilotos               | 1   | 1   | 2   | 2   | 3   | 3   | 4   | 4   | 5   | 5   | 6   | 6   | 7   | 7   | 8   | 8   | 9   | 9   | 10  | 10  | 11  | 11  | 12  | 12  | Puntos | Pos. | Ref.  |
| ---- | -------------------------------------- | ---- | --- | --------------------- | --- | --- | --- | --- | --- | --- | --- | --- | --- | --- | --- | --- | --- | --- | --- | --- | --- | --- | --- | --- | --- | --- | --- | --- | ------ | ---- | ----- |
| 2005 | Dallara GP2/05 Mecachrome V8108 GP2 V8 | B    |     |                       | IMO | IMO | BAR | BAR | MON | MON | NÜR | NÜR | MAG | MAG | SIL | SIL | HOC | HOC | BUD | BUD | EST | EST | MNZ | MNZ | SPA | SPA | SAK | SAK | 36     | 8.º  | [ 2 ] |
| 2005 | Dallara GP2/05 Mecachrome V8108 GP2 V8 | B    | 16  | Mathias Lauda         | 12  | Ret | Ret | 13  | 6   | 6   | 10  | Ret | 16  | 15  | 20  | 15  | 14  | 21  | Ret | 14  | 16  | 18  | 13  | 12  | 9   | 24† | 14  | 21  | 36     | 8.º  | [ 2 ] |
| 2005 | Dallara GP2/05 Mecachrome V8108 GP2 V8 | B    | 17  | Gianmaria Bruni       | 4   | 4   | 1   | Ret | 2   | 2   | 8   | Ret | 18  | 11  | 7   | 11  | NC  | 14  | 10  | 8   | Ret | 9   |     |     |     |     |     |     | 36     | 8.º  | [ 2 ] |
| 2005 | Dallara GP2/05 Mecachrome V8108 GP2 V8 | B    | 17  | Toni Vilander         |     |     |     |     |     |     |     |     |     |     |     |     |     |     |     |     |     |     | 15  | 8   | 14  | 13  |     |     | 36     | 8.º  | [ 2 ] |
| 2005 | Dallara GP2/05 Mecachrome V8108 GP2 V8 | B    | 17  | Ferdinando Monfardini |     |     |     |     |     |     |     |     |     |     |     |     |     |     |     |     |     |     |     |     |     |     | Ret | 11  | 36     | 8.º  | [ 2 ] |
| 2006 | Dallara GP2/05 Mecachrome V8108 GP2 V8 | B    |     |                       | VAL | VAL | IMO | IMO | NÜR | NÜR | BAR | BAR | MON | MON | SIL | SIL | MAG | MAG | HOC | HOC | BUD | BUD | EST | EST | MNZ | MNZ |     |     | 46     | 5.º  | [ 3 ] |
| 2006 | Dallara GP2/05 Mecachrome V8108 GP2 V8 | B    | 16  | Luca Filippi          | Ret | Ret | 11  | 5   | Ret | Ret |     |     |     |     |     |     |     |     |     |     |     |     |     |     |     |     |     |     | 46     | 5.º  | [ 3 ] |
| 2006 | Dallara GP2/05 Mecachrome V8108 GP2 V8 | B    | 16  | Giorgio Pantano       |     |     |     |     |     |     | 9   | 7   | Ret | Ret | 5   | 4   | 6   | 1   | 4   | 5   | 3   | 13  | Ret | Ret | 1   | 1   |     |     | 46     | 5.º  | [ 3 ] |
| 2006 | Dallara GP2/05 Mecachrome V8108 GP2 V8 | B    | 17  | Jason Tahincioglu     | Ret | Ret | Ret | Ret | DNS | 18  | 15  | 19  | Ret | Ret | 13  | 16  | Ret | 17  | 17  | 17  | Ret | 14  | 17  | 17  | 11  | 13  |     |     | 46     | 5.º  | [ 3 ] |
| 2007 | Dallara GP2/05 Mecachrome V8108 GP2 V8 | B    |     |                       | SAK | SAK | BAR | BAR | MON | MON | MAG | MAG | SIL | SIL | NÜR | NÜR | BUD | BUD | EST | EST | MNZ | MNZ | SPA | SPA | VAL | VAL |     |     | 37     | 9.º  | [ 4 ] |
| 2007 | Dallara GP2/05 Mecachrome V8108 GP2 V8 | B    | 9   | Antônio Pizzonia      | 16  | Ret | Ret | 8   | 8   | 8   |     |     |     |     |     |     |     |     |     |     |     |     |     |     |     |     |     |     | 37     | 9.º  | [ 4 ] |
| 2007 | Dallara GP2/05 Mecachrome V8108 GP2 V8 | B    | 9   | Adam Carroll          |     |     |     |     |     |     | DSQ | 14  | 6   | 1   | Ret | 14  | 1   | 2   | 3   | 3   | Ret | 15  | Ret | 6   | Ret | 15  |     |     | 37     | 9.º  | [ 4 ] |
| 2007 | Dallara GP2/05 Mecachrome V8108 GP2 V8 | B    | 10  | Jason Tahincioglu     | Ret | 13  | DNS | Ret | Ret | Ret | 15  | 18  | 19  | 16  | 17† | 19  | Ret | 11  | 14  | Ret | 11  | 20  | 14  | 20  | 13  | Ret |     |     | 37     | 9.º  | [ 4 ] |
| 2008 | Dallara GP2/08 Mecachrome V8108 GP2 V8 | B    |     |                       | BAR | BAR | EST | EST | MON | MON | MAG | MAG | SIL | SIL | HOC | HOC | BUD | BUD | VAL | VAL | SPA | SPA | MNZ | MNZ |     |     |     |     | 15     | 10.º | [ 5 ] |
| 2008 | Dallara GP2/08 Mecachrome V8108 GP2 V8 | B    | 18  | Roldán Rodríguez      | Ret | Ret | 12  | 13  | 6   | 4   | Ret | 16  | 11  | Ret | 18  | 15  | 19  | Ret | Ret | 10  | 21† | Ret | 6   | 2   |     |     |     |     | 15     | 10.º | [ 5 ] |
| 2008 | Dallara GP2/08 Mecachrome V8108 GP2 V8 | B    | 19  | Adrián Vallés         | 18  | 11  |     |     |     |     |     |     |     |     |     |     |     |     |     |     |     |     |     |     |     |     |     |     | 15     | 10.º | [ 5 ] |
| 2008 | Dallara GP2/08 Mecachrome V8108 GP2 V8 | B    | 19  | Adam Carroll          |     |     | 8   | Ret | Ret | Ret |     |     |     |     |     |     |     |     |     |     |     |     |     |     |     |     |     |     | 15     | 10.º | [ 5 ] |
| 2008 | Dallara GP2/08 Mecachrome V8108 GP2 V8 | B    | 19  | Marko Asmer           |     |     |     |     |     |     | 17  | 11  | 20  | 13  | 14  | 12  | 18  | Ret | DNS | Ret | 16  | Ret | Ret | Ret |     |     |     |     | 15     | 10.º | [ 5 ] |
| 2009 | Dallara GP2/08 Mecachrome V8108 GP2 V8 | B    |     |                       | BAR | BAR | MON | MON | EST | EST | SIL | SIL | NÜR | NÜR | BUD | BUD | VAL | VAL | SPA | SPA | MNZ | MNZ | ALG | ALG |     |     |     |     | 29     | 10.º | [ 6 ] |
| 2009 | Dallara GP2/08 Mecachrome V8108 GP2 V8 | B    | 20  | Andreas Zuber         | Ret | Ret | 3   | 5   | 9   | 19  | 8   | 2   | 3   | Ret | Ret | 17  | 16  | Ret |     |     | 12  | Ret | 8   | 12  |     |     |     |     | 29     | 10.º | [ 6 ] |
| 2009 | Dallara GP2/08 Mecachrome V8108 GP2 V8 | B    | 21  | Luiz Razia            | 16  | 12  | 13  | 10  | Ret | 20  | 20† | Ret | Ret | 14  | Ret | Ret | Ret | 13  |     |     | 8   | 1   | 10  | 17  |     |     |     |     | 29     | 10.º | [ 6 ] |
| 2010 | Dallara GP2/08 Mecachrome V8108 GP2 V8 | B    |     |                       | BAR | BAR | MON | MON | EST | EST | VAL | VAL | SIL | SIL | HOC | HOC | BUD | BUD | SPA | SPA | MNZ | MNZ | YMC | YMC |     |     |     |     | 18     | 10.º | [ 7 ] |
| 2010 | Dallara GP2/08 Mecachrome V8108 GP2 V8 | B    | 20  | Alberto Valerio       | 14  | Ret | 5   | Ret | 17† | 19  | 9   | Ret | 14  | 22  | 11  | 12  | Ret | 12  |     |     |     |     |     |     |     |     |     |     | 18     | 10.º | [ 7 ] |
| 2010 | Dallara GP2/08 Mecachrome V8108 GP2 V8 | B    | 20  | Alvaro Parente        |     |     |     |     |     |     |     |     |     |     |     |     |     |     | 2   | 3   | 12  | 9   |     |     |     |     |     |     | 18     | 10.º | [ 7 ] |
| 2010 | Dallara GP2/08 Mecachrome V8108 GP2 V8 | B    | 20  | James Jakes           |     |     |     |     |     |     |     |     |     |     |     |     |     |     |     |     |     |     | 15  | 18  |     |     |     |     | 18     | 10.º | [ 7 ] |
| 2010 | Dallara GP2/08 Mecachrome V8108 GP2 V8 | B    | 21  | Vladimir Arabadzhiev  | 19  | 20  | Ret | 13  | Ret | Ret | 13† | 9   | 21  | 17  | 15  | 15  | 18  | 14  | 19  | Ret |     |     |     |     |     |     |     |     | 18     | 10.º | [ 7 ] |
| 2010 | Dallara GP2/08 Mecachrome V8108 GP2 V8 | B    | 21  | Brendon Hartley       |     |     |     |     |     |     |     |     |     |     |     |     |     |     |     |     | Ret | Ret | 9   | 6   |     |     |     |     | 18     | 10.º | [ 7 ] |
| 2011 | Dallara GP2/11 Mecachrome V8108 GP2 V8 | P    |     |                       | EST | EST | BAR | BAR | MON | MON | VAL | VAL | SIL | SIL | NÜR | NÜR | BUD | BUD | SPA | SPA | MNZ | MNZ |     |     |     |     |     |     | 46     | 7.º  | [ 8 ] |
| 2011 | Dallara GP2/11 Mecachrome V8108 GP2 V8 | P    | 18  | Michael Herck         | 14  | 12  | Ret | Ret | 13  | 15  | 10  | 6   | 24  | 18  | 11  | 10  | 12  | Ret | 16  | 15  | Ret | DNS |     |     |     |     |     |     | 46     | 7.º  | [ 8 ] |
| 2011 | Dallara GP2/11 Mecachrome V8108 GP2 V8 | P    | 19  | Davide Rigon          | 10  | Ret |     |     |     |     |     |     |     |     |     |     |     |     |     |     |     |     |     |     |     |     |     |     | 46     | 7.º  | [ 8 ] |
| 2011 | Dallara GP2/11 Mecachrome V8108 GP2 V8 | P    | 19  | Kevin Ceccon          |     |     | 19  | 15  | 11  | 12  | 18  | 20† | 19  | Ret |     |     |     |     |     |     |     |     |     |     |     |     |     |     | 46     | 7.º  | [ 8 ] |
| 2011 | Dallara GP2/11 Mecachrome V8108 GP2 V8 | P    | 19  | Luca Filippi          |     |     |     |     |     |     |     |     |     |     | 1   | 3   | 6   | Ret | 4   | 1   | 1   | 5   |     |     |     |     |     |     | 46     | 7.º  | [ 8 ] |
| 2012 | Dallara GP2/11 Mecachrome V8108 GP2 V8 | P    |     |                       | KUA | KUA | SAK | SAK | SAK | SAK | BAR | BAR | MON | MON | VAL | VAL | SIL | SIL | HOC | HOC | BUD | BUD | SPA | SPA | MNZ | MNZ | SIN | SIN | 0      | —    | [ 9 ] |
| 2012 | Dallara GP2/11 Mecachrome V8108 GP2 V8 | P    | 14  | Stefano Coletti       | 5   | 23† | Ret | 23† | 21  | 18  | 3   | 8   | 10  | Ret | 9   | Ret | Ret | Ret | 20  | 19  | 10  | 9   | 20† | 8   |     |     |     |     | 0      | —    | [ 9 ] |
| 2012 | Dallara GP2/11 Mecachrome V8108 GP2 V8 | P    | 14  | Luca Filippi          |     |     |     |     |     |     |     |     |     |     |     |     |     |     |     |     |     |     |     |     | 1   | 22  | Ret | DNS | 0      | —    | [ 9 ] |
| 2012 | Dallara GP2/11 Mecachrome V8108 GP2 V8 | P    | 15  | Fabio Onidi           | 20  | 13  | 8   | 14  | 20  | 9   | 6   | 18  | Ret | Ret | 13  | 17  | 22  | 8   | 19  | 22  | 11  | 24  | 16  | 12  | 21  | Ret | Ret | 20  | 0      | —    | [ 9 ] |

### GP2 Asia Series
(Clave) (negrita indica pole position) (cursiva indica vuelta rápida puntuable)
| Año     | Chasis                                 | Neu. | N.º | Pilotos             | 1    | 1    | 2    | 2    | 3    | 3    | 4    | 4    | 5    | 5    | 6    | 6    | Puntos | Pos. | Ref.   |
| ------- | -------------------------------------- | ---- | --- | ------------------- | ---- | ---- | ---- | ---- | ---- | ---- | ---- | ---- | ---- | ---- | ---- | ---- | ------ | ---- | ------ |
| 2008    | Dallara GP2/08 Mecachrome V8108 GP2 V8 | B    |     |                     | YMC1 | YMC1 | SEN  | SEN  | KUA  | KUA  | SAK  | SAK  | YMC2 | YMC2 |      |      | 19     | 7.º  | [ 10 ] |
| 2008    | Dallara GP2/08 Mecachrome V8108 GP2 V8 | B    | 16  | Adrián Vallés       | 4    | Ret  | 2    | 5    | Ret  | 20   | 5    | Ret  | Ret  | 10   |      |      | 19     | 7.º  | [ 10 ] |
| 2008    | Dallara GP2/08 Mecachrome V8108 GP2 V8 | B    | 17  | Michael Herck       | Ret  | 17   | 9    | 12   | 11   | 11   | 15   | 14   |      |      |      |      | 19     | 7.º  | [ 10 ] |
| 2008    | Dallara GP2/08 Mecachrome V8108 GP2 V8 | B    | 17  | Roldán Rodríguez    |      |      |      |      |      |      |      |      | 15   | Ret  |      |      | 19     | 7.º  | [ 10 ] |
| 2008-09 | Dallara GP2/08 Mecachrome V8108 GP2 V8 | B    |     |                     | SHA  | SHA  | DUB  | DUB  | SAK1 | SAK1 | LOS  | LOS  | KUA  | KUA  | SAK2 | SAK2 | 0      | 12.º | [ 11 ] |
| 2008-09 | Dallara GP2/08 Mecachrome V8108 GP2 V8 | B    | 14  | Andreas Zuber       | Ret  | Ret  | Ret  | C    |      |      |      |      |      |      |      |      | 0      | 12.º | [ 11 ] |
| 2008-09 | Dallara GP2/08 Mecachrome V8108 GP2 V8 | B    | 14  | Rodolfo González    |      |      |      |      | 16   | Ret  | Ret  | 19   | 10   | 8    | Ret  | Ret  | 0      | 12.º | [ 11 ] |
| 2008-09 | Dallara GP2/08 Mecachrome V8108 GP2 V8 | B    | 15  | Kevin Nai Chia Chen | Ret  | 15   | 18   | C    | 21   | 21   | 18   | 23   | 20   | Ret  | Ret  | 18   | 0      | 12.º | [ 11 ] |
| 2009-10 | Dallara GP2/08 Mecachrome V8108 GP2 V8 | B    |     |                     | YMC1 | YMC1 | YMC2 | YMC2 | SAK1 | SAK1 | SAK2 | SAK2 |      |      |      |      | 12     | 8.º  | [ 12 ] |
| 2009-10 | Dallara GP2/08 Mecachrome V8108 GP2 V8 | B    | 24  | Roldán Rodríguez    | 10   | 14   |      |      |      |      |      |      |      |      |      |      | 12     | 8.º  | [ 12 ] |
| 2009-10 | Dallara GP2/08 Mecachrome V8108 GP2 V8 | B    | 24  | Alberto Valerio     |      |      | 15   | 18   |      |      |      |      |      |      |      |      | 12     | 8.º  | [ 12 ] |
| 2009-10 | Dallara GP2/08 Mecachrome V8108 GP2 V8 | B    | 24  | Álvaro Parente      |      |      |      |      | 6    | Ret  | 4    | 3    |      |      |      |      | 12     | 8.º  | [ 12 ] |
| 2009-10 | Dallara GP2/08 Mecachrome V8108 GP2 V8 | B    | 25  | Will Bratt          | 12   | Ret  | 11   | 21†  | 16   | Ret  | 15   | 16   |      |      |      |      | 12     | 8.º  | [ 12 ] |
| 2011    | Dallara GP2/11 Mecachrome V8108 GP2 V8 | P    |     |                     | YMC  | YMC  | IMO  | IMO  |      |      |      |      |      |      |      |      | 9      | 8.º  | [ 13 ] |
| 2011    | Dallara GP2/11 Mecachrome V8108 GP2 V8 | P    | 11  | Michael Herck       | 13   | 5    | 4    | 5    |      |      |      |      |      |      |      |      | 9      | 8.º  | [ 13 ] |
| 2011    | Dallara GP2/11 Mecachrome V8108 GP2 V8 | P    | 12  | James Jakes         | 17†  | 13   |      |      |      |      |      |      |      |      |      |      | 9      | 8.º  | [ 13 ] |
| 2011    | Dallara GP2/11 Mecachrome V8108 GP2 V8 | P    | 12  | Luca Filippi        |      |      | 22   | 10   |      |      |      |      |      |      |      |      | 9      | 8.º  | [ 13 ] |